# 1,4-alfa-glucano enzima ramificante
L'enzima ramificante dell'1,4-alfa-glucano è un enzima appartenente alla classe delle transferasi, che catalizza la seguente reazione:
Trasferimento di un segmento di un 1,4-α glucano ad un gruppo idrossi di un glucano in una catena simile
Converte l'amilosio in amilopectina. Il nome accettato richiede una qualifica a seconda dei prodotti, il glicogeno e amilopectina, ad esempio enzima ramificante del glicogeno, enzima ramificante dell'amilopectina. Quest'ultimo è stato spesso chiamato Q-enzima.